# Rossschinder

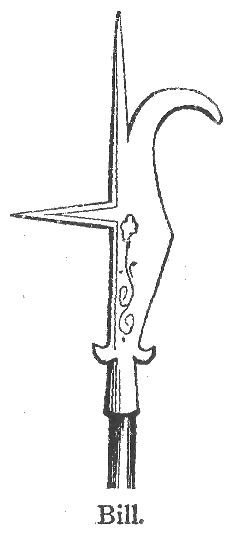
Zeichnung eines Rossschinders

Ein Rossschinder ist eine Stangenwaffe des Spätmittelalters und der Frühen Neuzeit. 
Die Bezeichnung stammt aus dem Althochdeutschen und trägt der Verwendung im Gefecht Rechnung. Rossschinder waren in erster Linie als Waffen gegen Kavallerie vorgesehen. Sie wurden zum einen dafür eingesetzt, den gegnerischen Reiter von seinem Pferd herunterzuholen; zum anderen ermöglichten sie dem Träger aber auch, das gegnerische Pferd zu verletzen und es kampfunfähig zu machen.

## Aufbau
Der Rossschinder bestand aus einem etwa zwei Meter langen Holzschaft und einer 40 bis 50 Zentimeter langen Klinge. Die ein- oder zweischneidige Klinge war breiter als bei den vergleichbar eingesetzten Kusen und Glefen. Sie bog sich an der Spitze herum, sodass sie einen Widerhaken bildete. Zusätzlich besaß die Waffe noch einen spitzen Dorn, der meist auf der gegenüberliegenden Seite auf der Klinge saß. Bei manchen Modellen waren Widerhaken und Dorn auch auf derselben Seite. Einige Rossschinder hatten auch eine lange dolchartige Spitze, an die sich dann seitlich der Widerhaken anschloss. Hier ist die Verwandtschaft zur Hellebarde deutlich erkennbar. Am Schaftende waren kleine Parierstangen üblich.